# Trichosetodes sisyphos
Trichosetodes sisyphos là một loài Trichoptera trong họ Leptoceridae. Chúng phân bố ở miền Ấn Độ - Mã Lai.